# 이케마섬

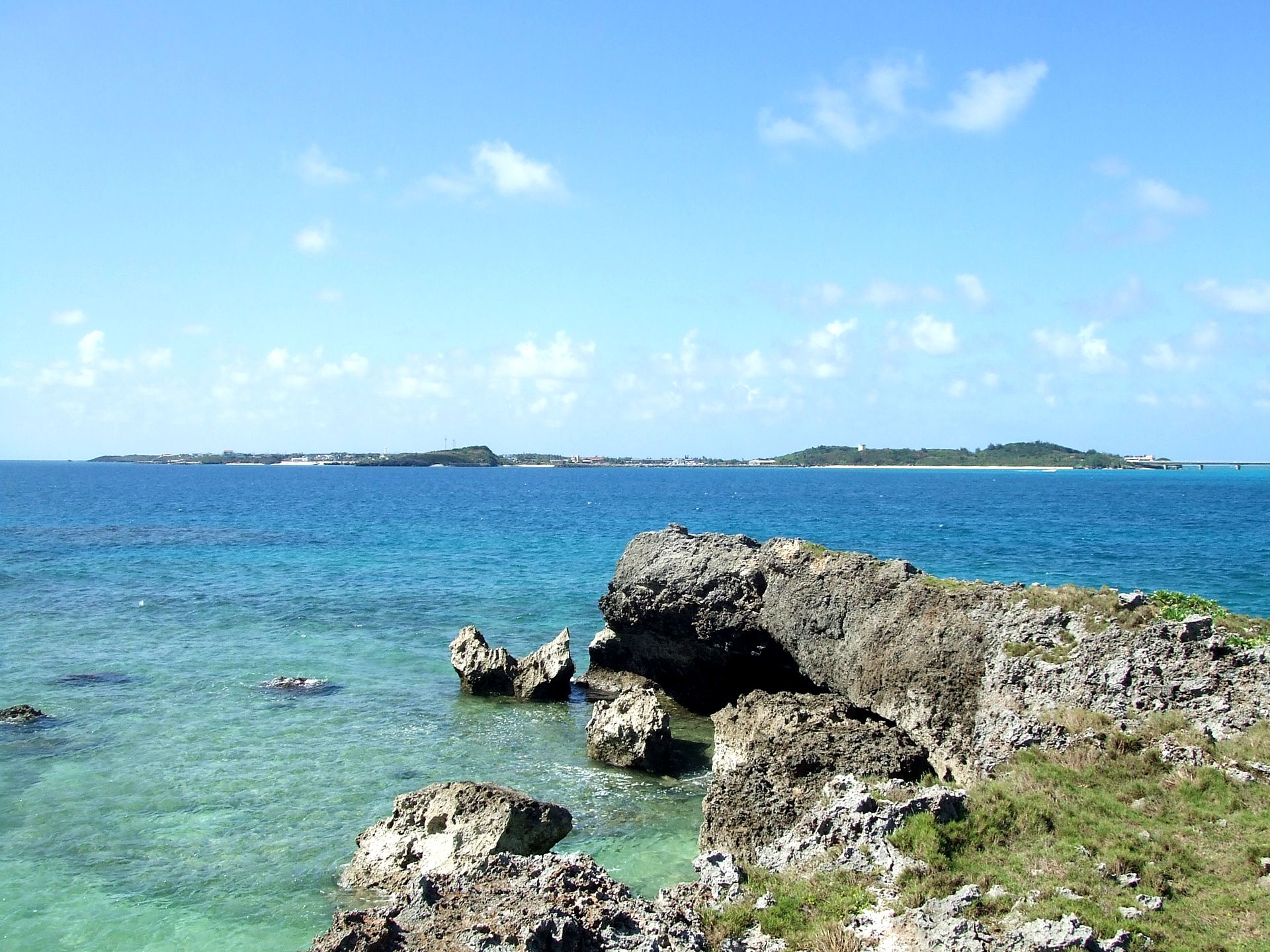
이케마섬

이케마섬(일본어: 池間島/いけまじま)은 오키나와현 미야코지마시에 위치하고, 미야코섬의 북서쪽 1.5 km, 동중국해에 위치한 섬이다. 면적은 2.8km2이고 해안선의 길이는 12km, 최고 높이는 28m이다.
반농반어업 중심의 섬으로 2002년 1월 기준 인구는 383세대 801명이 거주하고 있다. 메이지 시대에는 이보다 많아서 당시 인구가 2,200명이었다.